# ОШ „Олга Милошевић” Смедеревска Паланка
ОШ „Олга Милошевић” Смедеревска Паланка је једна од градских основних школа. Одлуком Народног одбора Градске општине (НОГО) од 1. јуна 1954. године школа је претворена у осмогодишњу, поневши име наше суграђанке Олге Милошевић (1925—1943), првоборца Другог светског рата. Свечано је отворена 26. септембра 1954. године.
Поред матичне школе у Смедеревској Паланци, у саставу школе постоје и издвојена одељења у местима Водице и Придворице.

## Историјат школства
Историјат организованог школовања у Смедеревској Паланци везано је за „школу код цркве” како се популарно звала школа у турско време (15. век), када је црква Пребражења Господњег била једина црква у тада Хасан-пашиниј паланци (данас Смедеревска Паланка). Најранији подаци о просветном раду у Паланци потичу из времена аустријске окупације, у првој половини 18. века (1717—1739). Тада је постојала прва школа у Паланци. Забележено је да је у Паланци 1734. године службовао поп Петар Нинковић, родом из Срема. Записано је да је уз цркву имао ишколу, па је поред бављења свештеничким позивом, учио и децу. Претпоставља се да је та „мала школа” радила са прекидима кроз читав 18. век.
Прва „обштасвена” или основна школа у Паланци је започела је званично са радом 1827. године и то указом Попичетљства просвете и црквених дела, а на заузмање старешине среза јасеничког кнеза Симе Радојковића. У почетку су школу похађаливо само дечаци, а 1842. године уписане и две девојчице, тако да се број ученика повећао. Године 1855/1857. отворено прво засебно женско одељење са 27 ученица.
Прво се радило у приватној кући на простору садашње Зелене пијаце, касније на месту садашње виле „Драга” где је саграђена зграда са једним одељењем и станом за учитеља. Касније, 1869. године подигнута је нова школска зграда на месту данашње школе са седам учионица и канцеларијама. Пошто је та зграда школе била премалена, 1897. године подигнута је за то време савремена зграда, у којој је школа радила до почетка Балканских ратова, 1912. године. Од 1912 до 1918. године због Балканских ратова и Првог светског рата, школа прекида рад, да би поново почела са радом 1923. године, а 1925. године придодато јој је и забавиште.
Повећање броја деце имао је за последицу да се стара, оронула и нефункционална школска зтрада 1972. године замени новим школским објектом.